# Initiative populaire « pour une limitation du nombre annuel des naturalisations »
L'initiative populaire « pour une limitation du nombre annuel des naturalisations » est une initiative populaire fédérale suisse, rejetée par le peuple le 13 mars 1977.

## Contenu
L'initiative demande la modification de l'article 44 de la Constitution fédérale pour limiter le nombre de naturalisations à 4 000 par an.
Le texte complet de l'initiative peut être consulté sur le site de la Chancellerie fédérale.

## Déroulement

### Contexte historique
Cette initiative est la cinquième contre la surpopulation étrangère. Alors que la première, lancée en 1965 par le parti démocratique du canton de Zurich avait été retirée en mars 1968, la seconde et la troisième avaient été rejetée en votation respectivement le 7 juin 1970 et le 20 octobre 1974.
Ces deux initiatives avait été lancée devant l'augmentation de la population étrangère dans le pays qui, après avoir dépassé le 15 % en 1914 et être redescendue à 6 % au milieu des années 1950, avait connu une brusque augmentation à 10 % en 1960 puis à 14 % en 1966 et 16 % en 1969, et ceci malgré plusieurs mesures de régulation et de réduction de la main d'œuvre étrangère qui restèrent sans grand effet, l'augmentation étant principalement provoquée par des frontaliers, des saisonniers et des enfants de moins de 16 ans.
Après le rejet de la seconde imitative populaire, le gouvernement fédéral instaure, le 16 mars 1970, une nouvelle réglementation limitant le nombre des étrangers exerçant une activité lucrative en Suisse ; cette réglementation transforme le plafonnement par entreprise, alors en vigueur, en le remplaçant par un plafonnement global. Ce nouveau système permet de stabiliser, dès la fin de l'année 1970, le nombre d'étrangers établis en Suisse qui se réduit même légèrement lors des trois années suivantes. À la suite de la récession marquée du début des années 1970, de nouvelles mesures sont prises, provoquant la diminution du nombre d'étrangers résidents de près de 52 000 en 1975, représentant une moyenne de 16 % de la population.
Malgré cette diminution, le « Mouvement national d'action républicaine et sociale » fondé par le député zurichois James Schwarzenbach après son départ de l'Action nationale, lance une nouvelle initiative visant à réduire le nombre d'étrangers à 15 % de la population au maximum. En parallèle, et afin d'éviter que les autorités ne puissent utiliser la naturalisation comme moyen de contourner cette décision, la présente initiative est lancée par l'Action nationale.

### Récolte des signatures et dépôt de l'initiative
La récolte des 50 000 signatures nécessaires a débuté pendant le mois de mars 1973, la date précise n'ayant pas été conservée. Le 15 mars de l'année suivante, l'initiative a été déposée à la chancellerie fédérale qui l'a déclarée valide le 11 avril.

### Discussions et recommandations des autorités
Le parlement et le Conseil fédéral recommandent tous deux le rejet de cette initiative. Dans son message adressé à l'assemblée, le Conseil fédéral déclare que le nombre de naturalisations n'a qu'un effet « insignifiant » sur le nombre des étrangers résidents dans le pays et donc sur la population globale de la Suisse ; de plus, selon lui, la limitation demandée ne pourrait être appliquée qu'en mettant à mal la souveraineté cantonale, une clé de répartition devant être définie et imposée aux différents cantons.

### Votation
Soumise à la votation le 13 mars 1977, l'initiative est refusée par la totalité des 19 6/2 cantons et 66,2 % des suffrages exprimés. Le tableau ci-dessous détaille les résultats par cantons :

## Effets
Le même jour où cette initiative est rejetée, l'autre initiative demandant une limitation du nombre d'étrangers l'est également. Ces deux refus marqueront la fin de la série des initiatives dites « contre la surpopulation étrangère » des années 1970.
Dans les années suivantes cependant, de nouvelles initiatives seront à nouveau déposées sur ce thème : « pour la limitation de l'immigration » en 1985, « contre l'immigration clandestine » en 1993 et « pour une réglementation de l'immigration » en 1997 ; elles seront toutes refusées en votation.